# Maurice Pinguet
Pour les articles homonymes, voir Pinguet.
Maurice Pinguet, né le 5 mai 1929 à Montluçon et mort le 16 avril 1991 à Bordeaux, est un écrivain français, connu pour ses travaux d'anthropologie culturelle, portant notamment sur le suicide, la littérature et le Japon. Il eut un rôle moteur dans l'intérêt des intellectuels français pour le Japon.

## Biographie

### Parcours
Maurice Pinguet est né à Montluçon (Allier) le 5 mai 1929. En 1949, il est reçu à l’École normale supérieure de Paris, où il se lie d’amitié avec Michel Foucault et Bernard Teyssèdre (avec qui il parcourt l'Italie en vespa). Après une maîtrise de Lettres classiques, il est reçu 1er à l’agrégation de Lettres classiques en 1953, puis nommé professeur au Lycée de Troyes (Aube) jusqu'en 1955. De 1955 à 1958, il est attaché de recherche au CNRS (pensionnaire de la Fondation Thiers), puis part pour le Japon, où il sera lecteur de français à l’Université de Tokyo (1958-1963).
En 1963, il devient directeur de l’Institut franco-japonais de Tokyo, poste qu'il occupera jusqu'en 1968. C'est lui qui y invite Roland Barthes pour la première fois en 1966 : Barthes y écrira une partie de L'Empire des signes, ouvrage dédié à Maurice Pinguet, signe de l'importance qu'avait Pinguet pour Barthes.
En 1968, Maurice Pinguet rentre en France. Il y sera maître-assistant, puis maître de conférences à l’Université Sorbonne Nouvelle - Paris 3 jusqu'en 1979, date à laquelle il retourne au Japon pour devenir professeur à l’université de Tokyo puis, à partir de 1989, professeur à l’université Waseda.
Il meurt le 16 avril 1991, d’un cancer du pancréas. Un hommage funèbre lui est rendu lors d’une cérémonie où sont présents de nombreux amis et intellectuels japonais, au temple Tôkei-ji de Kita-Kamakura

### Écrits
Maurice Pinguet a publié un seul ouvrage de son vivant, qui est encore aujourd'hui un ouvrage de référence, à la fois sur le seppuku et sur le Japon : La mort volontaire au Japon, aux éditions Gallimard (1984).
En 2009, l'écrivain Michaël Ferrier a remis Maurice Pinguet en lumière en publiant un recueil de textes rares ou inédits, qui contiennent notamment des portraits de Michel Foucault, Roland Barthes et Jacques Lacan, ainsi que de nouvelles analyses sur la littérature et la civilisation japonaises : Le Texte Japon, introuvables et inédits, éd. du Seuil, 2009.

## Œuvres
- La Mort volontaire au Japon, Paris, Gallimard, 1984 ; rééd. collection « Tel », 1991
- Le Texte Japon, introuvables et inédits réunis et présentés par Michaël Ferrier, Paris, éd. du Seuil, collection « Réflexion », 2009